# Міхал Трач
Міхал Трач (пол. Michał Tracz; нар. 12 січня 1992) — польський борець греко-римського стилю, срібний та бронзовий призер чемпіонатів світу серед військовослужбовців, срібний призер чемпіонату світу серед студентів.

## Життєпис
У школі займався спочатку футболом. Боротьбою почав займатися з 2002 року. Тренувався під керівництвом тренерів Лешека Ужаловича та Маріуша Круцича.
Виступає за спортивний клуб «WKS Slask» Вроцлав. Вигравав чемпіонати Польщі серед юнаків, Кубок Польщі серед дорослих. Коли потрапив до збірної команди Польщі почав тренуватися під керівництвом свого дядька Юзефа Трача.

### Родина
Батько Міхала Мечислав Трач — теж борець, член польської збірної з греко-римської боротьби з 1984 по 1988 рік, учасник Олімпійських ігор 1988 року в Сеулі, проте призових місць на змаганнях найвищого рівня не займав. Дядько Юзеф Трач — триразовий срібний призер чемпіонатів світу, срібний та дворазовий бронзовий призер Олімпійських ігор. Єдиний польський борець — володар трьох олімпійських медалей.

## Спортивні результати на міжнародних змаганнях

### Виступи на Чемпіонатах світу
| Змагання                        | Збірна | Вагова категорія                 | Місце |
| ------------------------------- | ------ | -------------------------------- | ----- |
| Чемпіонат світу з боротьби 2015 | Польща | греко-римська боротьба, до 59 кг | 32    |

### Виступи на Чемпіонатах Європи
| Змагання                         | Збірна | Вагова категорія                 | Місце |
| -------------------------------- | ------ | -------------------------------- | ----- |
| Чемпіонат Європи з боротьби 2016 | Польща | греко-римська боротьба, до 59 кг | 12    |
| Чемпіонат Європи з боротьби 2018 | Польща | греко-римська боротьба, до 60 кг | 15    |

### Виступи на інших змаганнях
| Змагання                                                         | Збірна | Вагова категорія                 | Місце  |
| ---------------------------------------------------------------- | ------ | -------------------------------- | ------ |
| Кубок Владислава Питласинські 2011                               | Польща | греко-римська боротьба, до 55 кг | 13     |
| Тор Мастерс 2012                                                 | Польща | греко-римська боротьба, до 60 кг | 5      |
| Кубок Владислава Пітласинські 2012                               | Польща | греко-римська боротьба, до 60 кг | Бронза |
| Чемпіонат світу з боротьби серед студентів 2012                  | Польща | греко-римська боротьба, до 60 кг | Срібло |
| Меморіал Олега Караваєва 2012                                    | Польща | греко-римська боротьба, до 60 кг | 11     |
| Турнір Дана Колова — Николи Петрова 2013                         | Польща | греко-римська боротьба, до 60 кг | 12     |
| Гран-прі Німеччини з боротьби 2013                               | Польща | греко-римська боротьба, до 60 кг | 7      |
| Кубок Владислава Пітласинські 2013                               | Польща | греко-римська боротьба, до 60 кг | Срібло |
| Чемпіонат світу з боротьби серед військовослужбовців 2013        | Польща | греко-римська боротьба, до 60 кг | Бронза |
| Турнір Івана Піддубного 2014                                     | Польща | греко-римська боротьба, до 59 кг | 26     |
| Золотий Гран-прі з боротьби 2014 (Сомбатгей)                     | Польща | греко-римська боротьба, до 59 кг | 19     |
| Гран-прі Німеччини з боротьби 2014                               | Польща | греко-римська боротьба, до 59 кг | 17     |
| Кубок Владислава Пітласинські 2014                               | Польща | греко-римська боротьба, до 59 кг | 16     |
| Золотий Гран-прі з боротьби 2014 (Баку)                          | Польща | греко-римська боротьба, до 59 кг | 16     |
| Меморіал Олега Караваєва 2014                                    | Польща | греко-римська боротьба, до 59 кг | 5      |
| Гран-прі Парижа з боротьби 2015                                  | Польща | греко-римська боротьба, до 59 кг | 7      |
| Гран-прі FILA 2015                                               | Польща | греко-римська боротьба, до 59 кг | 32     |
| Гран-прі Іспанії з боротьби 2015                                 | Польща | греко-римська боротьба, до 59 кг | 10     |
| Кубок Владислава Пітласинські 2015                               | Польща | греко-римська боротьба, до 59 кг | 8      |
| Всесвітні ігри військовослужбовців 2015                          | Польща | греко-римська боротьба, до 59 кг | 8      |
| Кубок Вантаа з боротьби 2015                                     | Польща | греко-римська боротьба, до 59 кг | 10     |
| Кубок Арво Хаавісто 2015                                         | Польща | греко-римська боротьба, до 66 кг | 18     |
| Гран-прі Загреба з боротьби 2016                                 | Польща | греко-римська боротьба, до 59 кг | 8      |
| Гран-прі Угорщини з боротьби 2016                                | Польща | греко-римська боротьба, до 59 кг | 9      |
| Олімпійський кваліфікаційний турнір з боротьби 2016 (Улан-Батор) | Польща | греко-римська боротьба, до 59 кг | 13     |
| Кубок Владислава Пітласинські 2016                               | Польща | греко-римська боротьба, до 59 кг | 12     |
| Чемпіонат світу з боротьби серед військовослужбовців 2016        | Польща | греко-римська боротьба, до 59 кг | 5      |
| Меморіал Олега Караваєва 2016                                    | Польща | команда                          | 5      |
| Гран-прі Парижа з боротьби 2017                                  | Польща | греко-римська боротьба, до 59 кг | 5      |
| Тор Мастерс 2017                                                 | Польща | греко-римська боротьба, до 59 кг | Срібло |
| Меморіал Іона Корнеану і Ладислава Сімона 2017                   | Польща | греко-римська боротьба, до 59 кг | Бронза |
| Чемпіонат світу з боротьби серед військовослужбовців 2017        | Польща | греко-римська боротьба, до 59 кг | Срібло |
| Меморіал Олега Караваєва 2017                                    | Польща | команда                          | 7      |
| Київський Міжнародний турнір з боротьби 2018                     | Польща | греко-римська боротьба, до 60 кг | Бронза |

### Виступи на змаганнях молодших вікових груп
| Змагання                                       | Збірна | Вагова категорія                 | Місце  |
| ---------------------------------------------- | ------ | -------------------------------- | ------ |
| Балтійські молодіжні ігри серед кадетів 2007   | Польща | греко-римська боротьба, до 54 кг | Бронза |
| Чемпіонат Європи з боротьби серед кадетів 2007 | Польща | греко-римська боротьба, до 50 кг | 5      |
| Чемпіонат Європи з боротьби серед кадетів 2008 | Польща | греко-римська боротьба, до 54 кг | 13     |
| Чемпіонат світу з боротьби серед юніорів 2010  | Польща | греко-римська боротьба, до 55 кг | 11     |
| Чемпіонат Європи з боротьби серед юніорів 2011 | Польща | греко-римська боротьба, до 55 кг | 16     |
| Чемпіонат Європи з боротьби до 23 років 2015   | Польща | греко-римська боротьба, до 59 кг | 8      |